# Величко Іван Михайлович
Іва́н Миха́йлович Вели́чко — полковник Збройних Сил України, учасник російсько-української війни, що відзначився під час російського вторгнення в Україну в 2022 році.

## Життєпис
З 2018 року — командир 223-го зенітного ракетного полку імені Українських Січових Стрільців.

## Нагороди
- орден «Богдана Хмельницького» III ступеня (2022) — за особисту мужність і самовіддані дії, виявлені у захисті державного суверенітету та територіальної цілісності України, вірність військовій присязі[2].
- орден Данила Галицького (14.03.2025) — за особисту мужність, виявлену у захисті державного суверенітету та територіальної цілісності України, самовіддане виконання військового обов’язку[3].